# Tempel Ezechiels

Der Ezechiel-Tempel, gezeichnet von Charles Chipiez im 19. Jahrhundert

Als Tempel Ezechiels oder dritten Tempel Jerusalems bezeichnet man den nach der Vision des Propheten Ezechiel (Ez 40–47 ) wiederhergestellten Jerusalemer Tempel. Ezechiel soll diese Vision etwa vierzehn Jahre nach der Tempelzerstörung durch Nebukadnezar II. erhalten haben.

## Beschreibung des Tempels mit seinen Gebäuden
Das Buch Ezechiel beschreibt im 40. Kapitel, wie der Prophet nach seiner Entrückung von einem Mann, „der aussah, als sei er aus Bronze“, durch den Tempel geführt wird. Nach der Besichtigung der Tempelmauer führt der Mann Ezechiel durch das Osttor in den Tempel (Ez 40,6–16 ). Das Torgebäude ist in sieben Räume aufgeteilt: zweimal drei Wächterzellen und eine Torhalle. Als Zweites wird Ezechiel der äußere Vorhof mit den 30 Zellen an seiner Außenseite gezeigt (Ez 40,17–19 ). Anschließend werden das äußere Süd- und Nordtor beschrieben (Ez 40,20–27 ), die gleich wie das äußere Osttor aufgebaut sind.
Nun wird Ezechiel durch das innere Südtor in den inneren Vorhof des Tempels geführt (Ez 40,28–31 ). Auch diese Tore sind so aufgebaut wie das äußere Osttor. Nur ist die Torhalle im Gegensatz zu den äußeren Toren am Anfang des Tores und statt wie beim äußeren Tor sieben, führten hier acht Stufen zum Tor. Das innere Ost- und Nordtor sind gleich aufgebaut (Ez 40,32–16 ). Jetzt beschreibt er den inneren Vorhof, wo auch der Altar steht (Ez 40,47 ). In Ez 40,48–49 ; 41  geht es ausführlich um das eigentliche Tempelhaus. In den Versen 41,12.15a  wird das sogenannte Westgebäude beschrieben.
Im Anschluss sieht Ezechiel die Priesterwohnungen im Norden und Süden Ez 42,1–14 . Der ganze Tempel hat eine quadratische Grundfläche mit 500 Messruten Kantenlänge (Ez 42,15–20 ).

## Die Herrlichkeit Gottes erfüllt den Tempel
Nun zieht gemäß Ez 43,1–12  die Herrlichkeit Gottes durch das Osttor ein. Dies sei dasselbe Tor, wo Gott den alten Tempel verlassen habe (Ez 10,1–19 ; 11,23 ). Gemäß Ez 46,1  sei das innere Tor gegen Osten an den Werktagen zu schließen. Das äußere Osttor soll sogar für immer verschlossen bleiben, was so gedeutet wird, dass Gott diesen Tempel nie wieder verlassen werde (Ez 44,1–2 ).

## Beschreibung des Brandopferaltars
Es folgt eine Beschreibung des Brandopferaltars und der rechten Altarweihe am Tage der Errichtung (Ez 43,18 ).

## Die Ordnungen des neuen Heiligtums
Ez 44,16  nennt Richtlinien für den neuen Tempel, und die Söhne Zadoks werden zum ewigen Priesterdienst bestimmt, weil sie dem Herrn durch alle Zeiten Treue bewiesen hätten. Die andern Leviten würden andere Dienste übernehmen (Ez 44,10–11 ).

## Anordnungen für den Tempeldienst
In Ez 46,19–24  werden sechs weitere Gebäude beschrieben: die zwei Küchen der Priester, die hinter ihren Wohnungen liegen, und die Küchen der Diener, deren Küchen in den vier Ecken des Vorhofes stehen sowie der Vorhof.

## Ein Wasserstrom aus dem Tempel
Anschließend wird Ezechiel zurück zum Tor des (Tempel-)Hauses geführt, wo ein Fluss entspringt. Dieser Fluss verlässt den Tempelbezirk rechts von dem äußeren Osttor (Ez 47,2 ) und fließt weiter bis ins Tote Meer (Ez 47,8 ). Zu beiden Seiten des Flusses wachsen Bäume, deren Früchte gegessen und deren Blätter als Heilmittel benutzt werden (Ez 47,12 ). Das Bild dieses Wasserstrom wird in Offb 22,1–2  wieder aufgenommen.

## Rezeption
Im frühen 17. Jahrhundert veröffentlichte der Jesuit Juan Bautista Villalpando einen dreibändigen Kommentar zu der Vision Ezechiels (Ezechielem Explanationes). Seine (fiktiven) Rekonstruktionen des Salomonischen Tempels und des Himmlischen Jerusalems nach Ezechiel, die 1604 im zweiten Band des Kommentars erschienen, wurden von vielen europäischen Illustratoren aufgegriffen und kursierten unter den Architekten und interessierten Laien des 17. Jahrhunderts. Villalpandos Illustrationen des Salomonischen Tempels könnten nach Ansicht mancher Kunsthistoriker einen Einfluss auf zahlreiche Klosterbauten des Barock gehabt haben.
Umberto Eco weist darauf hin, dass die Angaben so ungenau und widersprüchlich seien, dass eine kohärente architektonische Deutung unmöglich sei. Dem Rabbiner Raschi etwa fiel im 12. Jahrhundert auf, dass alle Angaben über die Lage der nördlichen Räume fehlen. Daher wurde Ezechiels Vision sowohl in der rabbinischen Tradition als auch von den Kirchenvätern stets allegorisch gedeutet. Evangelikalen Bibelauslegern zufolge ist dieser Tempel dagegen eine Vision des Tempels, der im messianischen Friedensreich nach der Wiederkunft Jesu Christi stehen wird.